# Treinamento físico militar
Treinamento físico militar (TFM) é a prática da educação física no meio militar. É caracterizado por atividades desportivas comuns como corridas, natação e esportes coletivos, e por atividades físicas específicas como pista de treinamento de circuito, ginástica com toros e provas do pentatlo militar. É por vezes complementado com exercícios de flexão de braços, abdominal e flexões na barra fixa. Um dos objetivos do TFM, além do aprimoramento físico corporal, é desenvolver atributos afetivos coletivos e individuais como espírito de corpo, união, amizade, persistência e tenacidade, fundamentais para a atividade militar.